# Strombidae
Strombidae is een familie van in zee levende slakken. De soorten in deze familie zijn allen herbivoor en komen voor in alle warme zeeën van de wereld. Sommige soorten zijn eetbaar en over het algemeen is het een zeer geliefde schelp bij verzamelaars. Een aantal soorten is bedreigd in zijn voortbestaan en staat derhalve op de CITES-lijst.

## Geslachten en soorten
- Familie: Strombidae (Rafinesque, 1815)
  - Geslacht: Aliger Thiele, 1929
    - Aliger gallus (Linnaeus, 1758)
    - Aliger gigas (Linnaeus, 1758) = Roze vleugelhoorn

  - Geslacht: Lambis
    - Lambis chiragra arthrica (Röding, 1798) - (synoniem: Harpago chiragra arthrica (Röding, 1798))
    - Lambis chiragra chiragra (Linnaeus, 1758)
    - Lambis chiragra arthritica rugosa (Sowerby I, 1842)
    - Lambis crocata (Link, 1803)
    - Lambis lambis
    - Lambis rana (Röding, 1798) - (synoniem: Lentigo lentinigosus (Linnaeus, 1758))
    - Lambis scorpius
    - Lambis violacea (Swainson, 1821)

  - Geslacht: Strombus
    - Strombus alatus (Gmelin, 1791)
    - Strombus canarium (Linnaeus, 1758) - (synoniem Laevistrombus canarium)
    - Strombus mutabilis Swainson, 1821
    - Strombus pipus (Röding, 1798)
    - Strombus listeri (Gray, 1852)
    - Strombus persicus Swainson, 1821
    - Strombus peruvianus
    - Strombus sinuatus (Humphrey, 1786)
    - Strombus tricornis (Humphrey, 1786)

  - Geslacht: Tibia
    - Tibia fusus (Linnaeus, 1758)
    - Tibia insulaechorab (Röding, 1798)
    - Tibia martini (Marrat, 1877)

  - Geslacht: Terebellum
    - Terebellum terebellum (Linnaeus, 1758)

  - Geslacht: Harpago
    - Harpago chiragra

## Taxonomie volgens WoRMS
- Aliger Thiele, 1929
- Barneystrombus Blackwood, 2009
- Canarium Schumacher, 1817
- Conomurex Bayle in P. Fischer, 1884
- Dolomena Wenz, 1940
- Doxander Wenz, 1940
- Euprotomus Gill, 1870
- Gibberulus Jousseaume, 1888
- Harpago Mörch, 1852
- Labiostrombus Oostingh, 1925
- Laevistrombus Abbott, 1960
- Lambis Röding, 1798
- Lentigo Jousseaume, 1886
- Lobatus Swainson, 1837
- Margistrombus Bandel, 2007
- Mirabilistrombus Kronenberg, 1998
- Ophioglossolambis Dekkers, 2012
- Persististrombus Kronenberg & Lee, 2007
- Sinustrombus Bandel, 2007
- Strombus Linnaeus, 1758
- Terestrombus Kronenberg & Vermeij, 2002
- Thersistrombus Bandel, 2007
- Tricornis Jousseaume, 1886
- Tridentarius Kronenberg & Vermeij, 2002

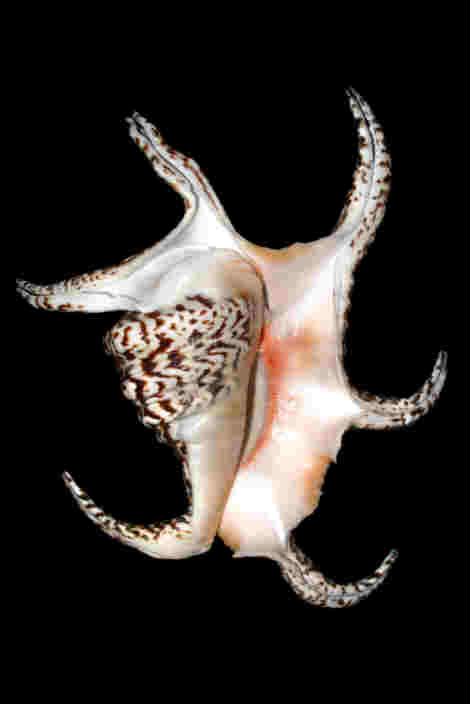
Lambis chiragra arthrica
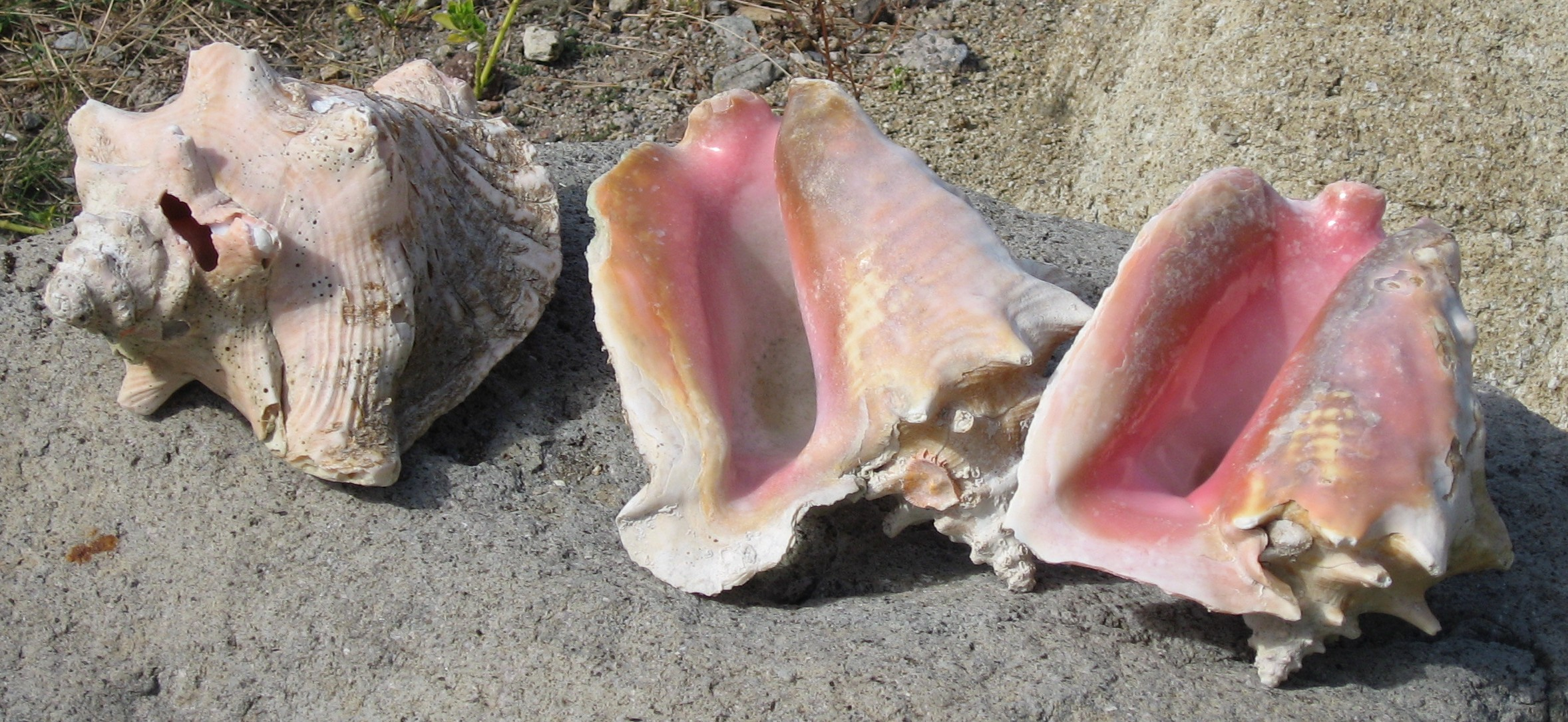
Strombus gigas
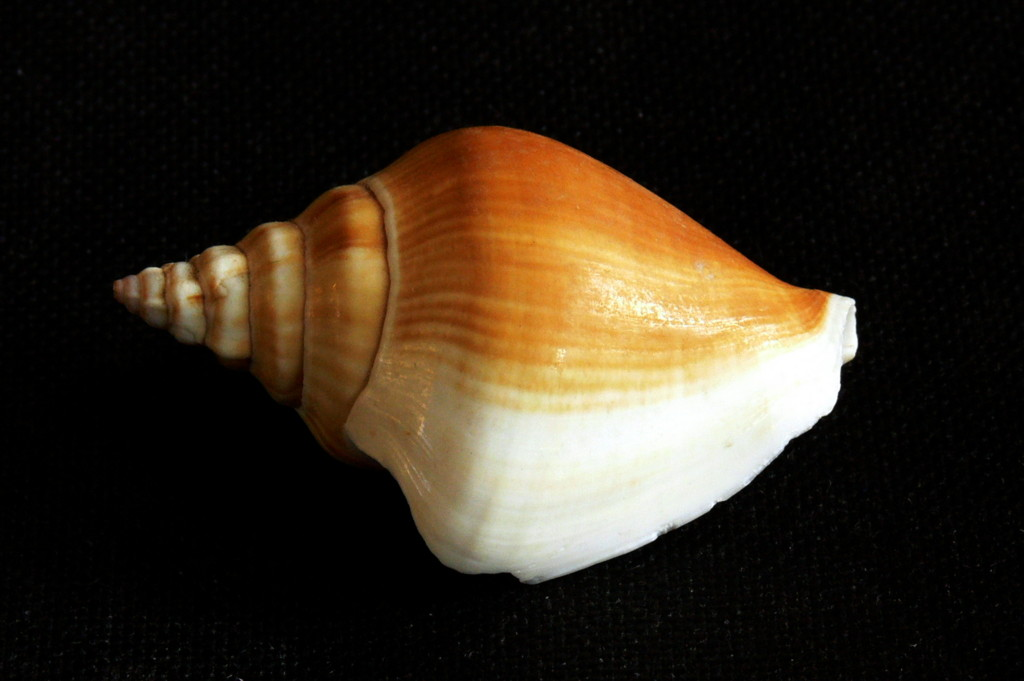
Strombus canarium
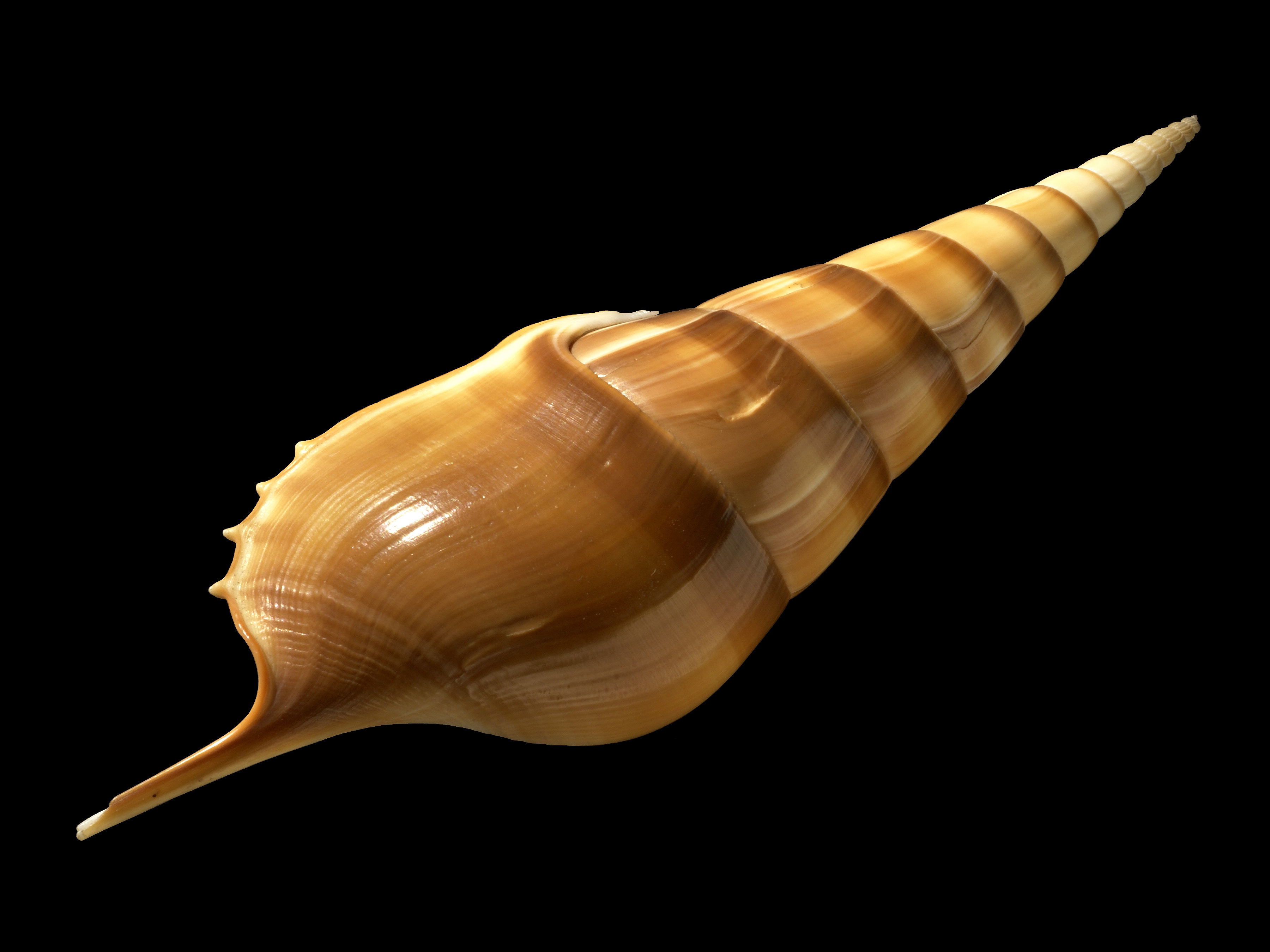
Tibia insulaechorab
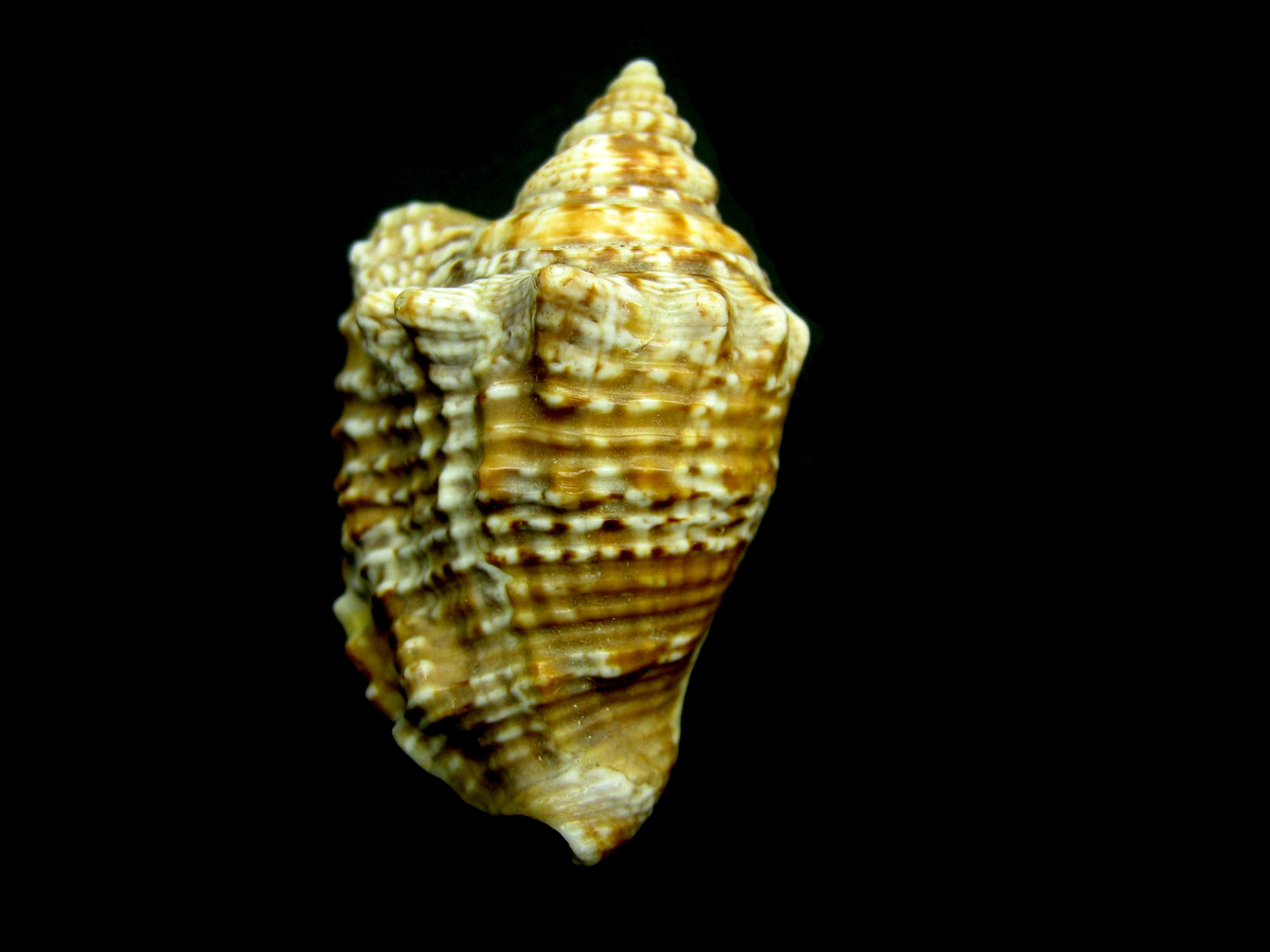
Lambis rana
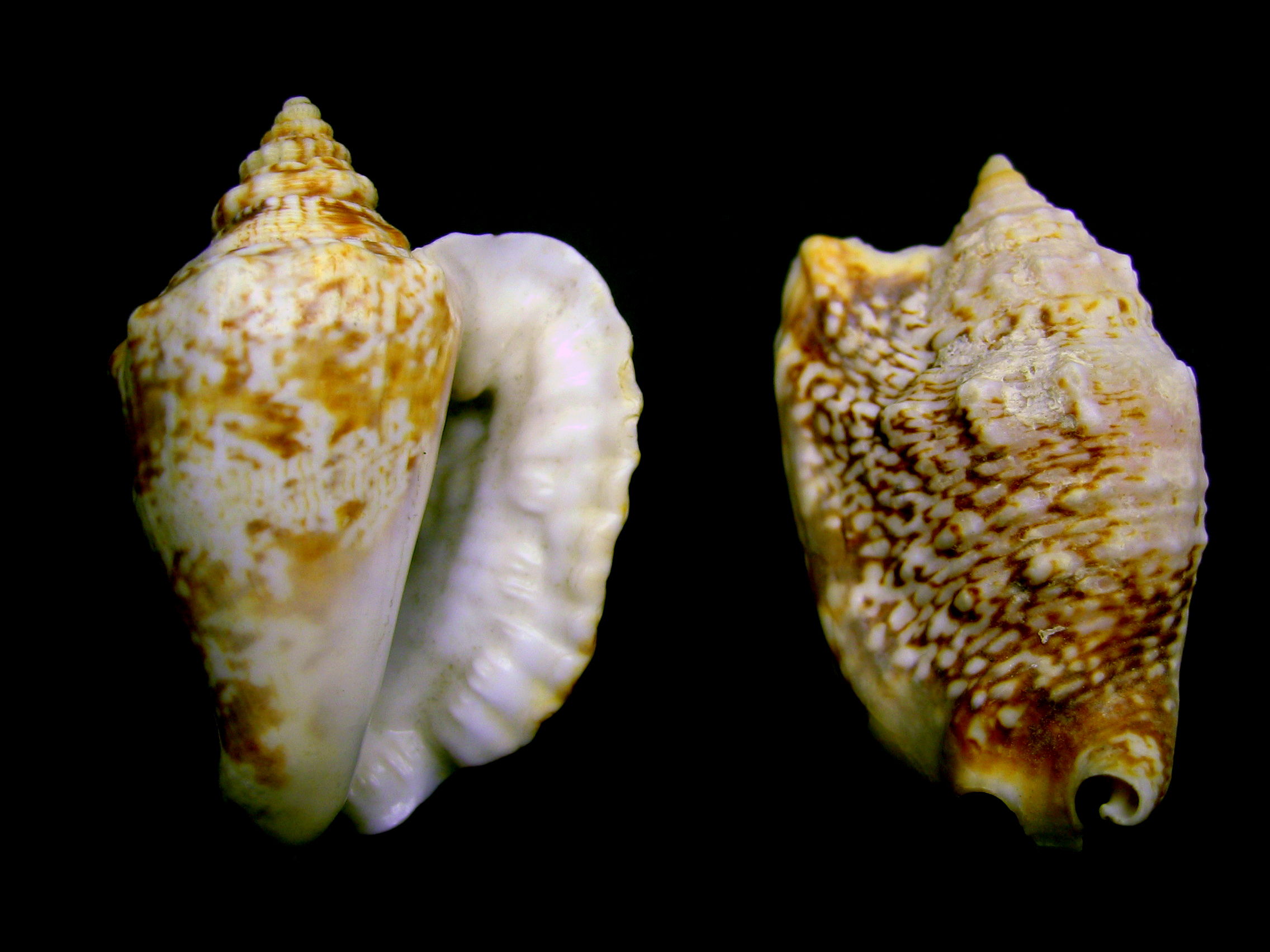
Lambis rana
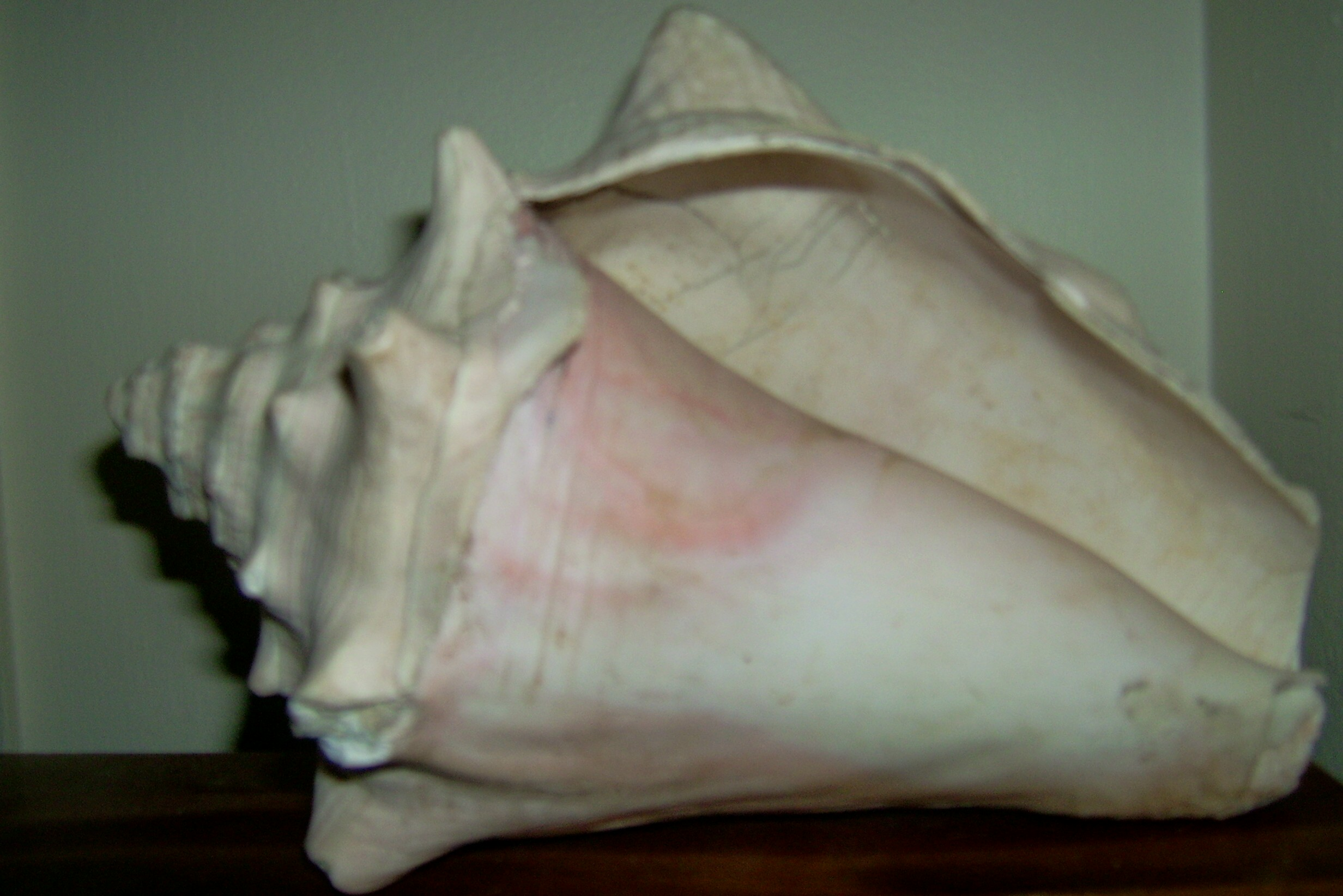
Strombus gigas Waarbij de laatste winding (vleugel) is afgebroken.
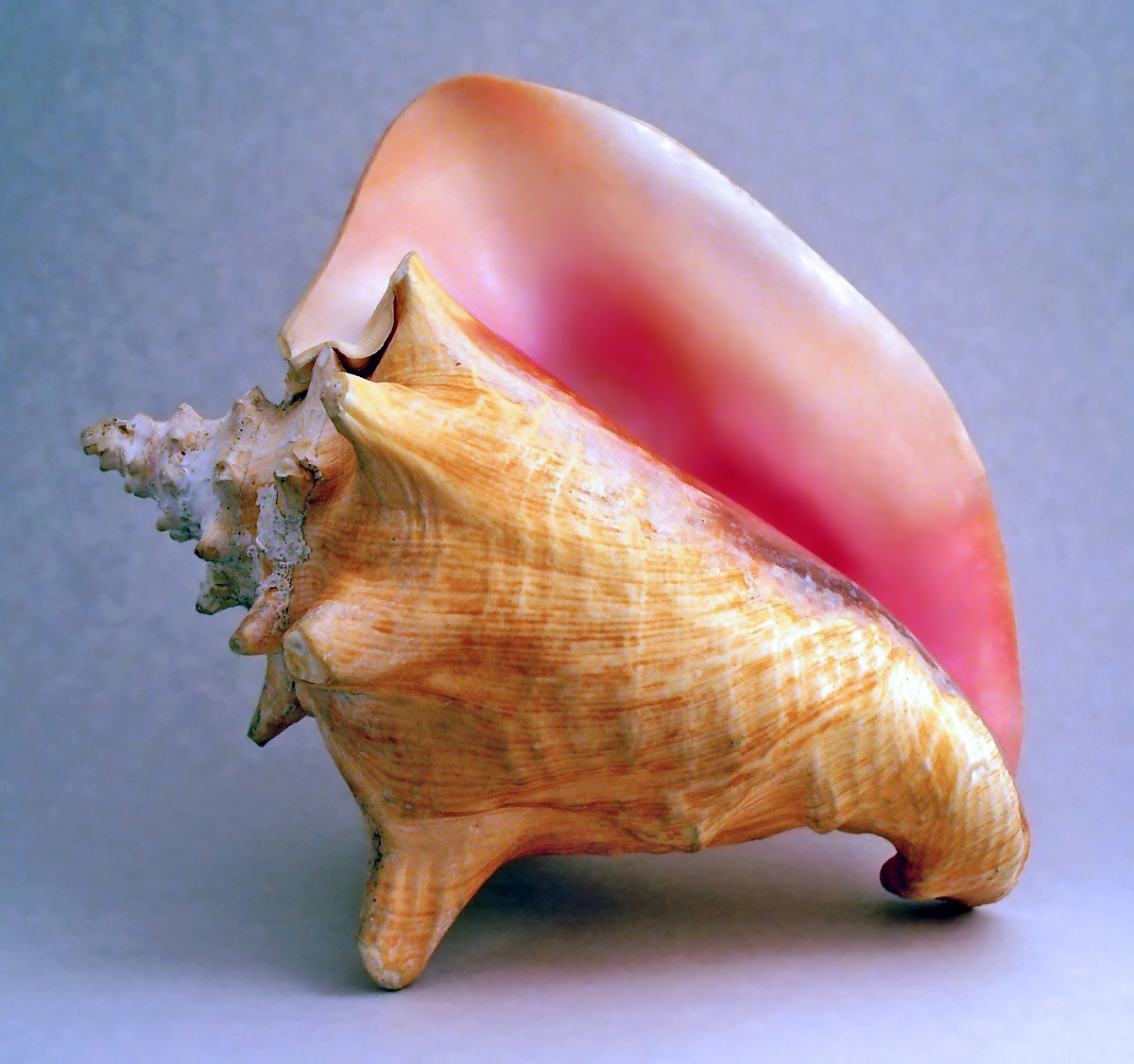
Strombus gigas